# 부여 사택지적비
사택지적비(砂宅智積碑)는 백제 의자왕 때 사택지적(砂宅智積)이 세운 비석이다. 현재 국립부여박물관에 보존되어 있다. 1983년 9월 29일 충청남도의 유형문화재 제101호로 지정되었다가, 2014년 12월 31일 대한민국의 보물 제1845호로 승격되었다.

## 개요
현존하는 백제의 유일한 비석이며, 높이 102센티미터, 너비 38센티미터, 두께 29센티미터인 비에 56자가 남아 있다.  1948년 부여읍 관북리 도로변에서 발견되었다. 일제강점기에 일본인들이 부여에 신궁(神宮)을 만들면서 그 도로에 깔려고 부여 읍내에서 초석이나 지대석 등을 가져와 모아두었는데, 광복 후 그 석재 속에서 학자들이 발견했다. 문체는 사륙변려체이고, 글씨체는 구양순체이다.
비문의 내용은 인생의 덧없음을 서글퍼하며, 불교에 귀의하여 금으로 법당, 옥으로 탑을 세웠다는 것이다.

## 보물 승격사유
부여 사택지적비는 백제 의자왕대의 인물인 대좌평 사택지적이 은퇴후 절을 세운 것을 기념하여 만든 것이다. 비석(碑石)의 형태를 갖춘 유물로서 백제인의 손으로 제작된 유일한 경우이다. 특히 대성팔족(大姓八族)의 하나인 사택씨(沙宅氏) 출신의 사택지적(沙宅智積)은 《일본서기》에서 대좌평(大佐平)의 지위로 왜국에 사신으로 파견된 사실이 확인되는 인물이다. 그런 인물이 사찰의 전각(殿閣)과 탑상(塔像)을 조성하며 새긴 비석인 만큼, 문화적・역사적 가치가 매우 높다고 생각된다.
사택지적비는 백제 후기 귀족들의 삶과 사상을 이해하고 백제 관등을 이해하는데 매우 귀중한 자료이다. 또 격조높은 문체와 서법은 백제의 수준높은 문화를 잘 보여준다.

## 참고 자료
- 사택지적비 - 국가유산청 국가유산포털
- 사택지적비 - 한국금석문 종합영상정보시스템